# Charles Small
Charles „Charlie“ Small (* 1927; † 18. April 2017) war ein US-amerikanischer Jazz- und Studiomusiker (Posaune, Komposition, Arrangement).

## Leben und Wirken
Small wuchs in der Lower East Side von New York City auf und begann nach der High School seine Karriere als professioneller Musiker im Alter von 17 Jahren in der Swingband von Tommy Dorsey. Ab 1944 spielte er im Harry James Orchestra, mit dem auch erste Plattenaufnahmen entstanden; in den folgenden Jahren arbeitete er als freischaffender Musiker u. a. in den Bigbands und Studioorchestern von Paul Whiteman (1956), Sid Ramin (1958), Hal Mooney (Big Band and Voices), Vic Schoen/Les Brown, Urbie Green (21 Trombones, 1968), Max Morath (At the Turn of the Century, 1969) und bei Bill Watrous, zu hören auf dessen Columbia-Alben Manhattan Wildlife Refugee (1974) und The Tiger of San Pedro (1975). Er wirkte auch bei Aufnahmen von Carmen McRae (1964) und Moondog (1969) mit. In den 1970er-Jahren legte er gemeinsam mit George Duvivier und Bobby Donaldson das Album Little Jazz Duets auf dem Label Music Minus One vor.
Small gehörte außerdem der Studioband der Dick Cavett Show an und arbeitete in verschiedenen Broadway-Theatershows. Als Solist trat er ferner mit dem ABC Radio Symphony Orchestra und auch in der Radiosendung Tea and Crumpets auf. In seinen späteren Jahren arbeitete Small in Arizona mit einem eigenen Posaunen-Oktett und verschiedenen Chören. Im Bereich des Jazz war er zwischen 1944 und 1981 an 41 Aufnahmesessions beteiligt, zuletzt bei Sammy Nestico (Dark Orchid). Small schuf Kompositionen für Posaunen wie „Conversation“ (1993) für Tenor- und Bassposaune, das er als Duett für sich und den New Yorker Bassposaunisten Dave Taylor geschrieben hatte. Außerdem arrangierte er den ersten Satz von Ludwig van Beethovens 5. Sinfonie für acht Posaunen.